# Mo (Hedmark)
Mo is een plaats in de Noorse gemeente Nord-Odal, provincie Innlandet. Mo telt 396 inwoners (2007) en heeft een oppervlakte van 0,7 km².